# Iquique
Iquique je hlavní město regionu Tarapacá a provincie Iquique na severu Chile. Podle sčítání obyvatel z roku 2002 zde žije 216 419 obyvatel. Oblast je často postihována zemětřesením.

## Další údaje
Město leží na pobřeží Pacifiku západně od pouště Atacama a planiny Pampa del Tamarugal. Společně se sousedním městem Alto Hospicio je součástí konurbace Gran Iquique. U města jsou velké doly na těžbu mědi (Chile je největší producent) a přístav ve městě slouží pro jeho vývoz.
Večer 1. dubna 2014 ve vzdálenosti 100 km od města vzniklo v oceánu další zemětřesení, které vyvolalo dvoumetrovou vlnu tsunami. Situace využilo k útěku 300 vězňů z věznice ve městě. V provincii došlo k několika úmrtím.
Ve městě se nachází třída Avenida Tadeo Haenke pojmenovaná po českém cestovateli a botanikovi Tadeáši Haenkovi.